# Илличевский, Платон Демьянович
Плато́н Демья́нович Илличевский  (1808—1858) — товарищ министра юстиции, тайный советник.

## Биография
Родился в 1808 году в семье Д. В. Илличевского.
В 1824 году окончил курс в Благородном пансионе при Петербургском университете и определился на службу в Комиссию составления законов; по упразднении её в 1826 году был переведён во Второе отделение Канцелярии Его Величества; принимал участие в составлении Свода законов Российской империи, неоднократно получая за этот труд денежные и другие награды.
Был назначен 19 июня 1839 года вице-директором 2-го Департамента министерства государственных имуществ; 6 июля 1839 года произведён в действительные статские советники; 12 января 1842 года назначен вице-директором 1-го Департамента министерства государственных имуществ; 3 января 1843 года назначен исправляющим должность статс-секретаря.
По представлению министра юстиции Виктора Панина, 28 мая 1847 года был назначен исправляющим должность товарища министра юстиции, 30 августа 1848 года был утверждён в этой должности. С января 1848 года был членом комитета об устройстве земских повинностей. В тайные советники произведён 1 января 1850 года; 26 апреля 1852 года назначен членом комитета о рассмотрении проекта нового устава гражданского судопроизводства. С 9 июня по 24 сентября 1857 года временно исполнял обязанности министра юстиции на период отъезда Панина в отпуск.
Умер 1 (13) мая 1858 года, состоя на службе.

## Награды
- орден Св. Владимира 4-й ст. (28.01.1830)
- орден Св. Анны 2-й ст. с императорской короной (29.01.1833)
- орден Белого Орла (08.04.1851)